# Achagua crebra
Achagua crebra är en fjärilsart som beskrevs av Frederick H. Rindge 1975. Achagua crebra ingår i släktet Achagua och familjen mätare. Inga underarter finns listade i Catalogue of Life.